# Morten Gamst Pedersen
Morten Gamst Pedersen {1981. szeptember 8.} norvég válogatott labdarúgó, jelenleg a Rosenborg labdarúgója. Előző csapata az angol Blackburn Rovers volt, ahol 2004. augusztus 28-án a Manchester United ellen debütált. 9 évet töltött a kék-fehér klubnál, majd 2013-ban Törökországba igazolt.

## Statisztika
| klub             | Szezon   | Liga | Liga | Liga     | Cup  | Cup | Cup      | Európa | Európa | Európa   | Összesen | Összesen | Összesen |
| klub             | Szezon   | Mérk | Gól  | Gólpassz | Mérk | Gól | Gólpassz | Mérk   | Gól    | Gólpassz | Mérk     | Gól      | Gólpassz |
| ---------------- | -------- | ---- | ---- | -------- | ---- | --- | -------- | ------ | ------ | -------- | -------- | -------- | -------- |
| Blackburn Rovers | 2004-05  | 19   | 4    | 3        | 8    | 4   | -        | 0      | 0      | 0        | 27       | 8        | 3        |
| Blackburn Rovers | 2005-06  | 34   | 9    | 6        | 8    | 1   | 2        | 0      | 0      | 0        | 42       | 10       | 8        |
| Blackburn Rovers | 2006-07  | 36   | 6    | 11       | 6    | 2   | 1        | 7      | 0      | 0        | 49       | 8        | 12       |
| Blackburn Rovers | 2007-08  | 37   | 4    | 4        | 3    | 1   | 0        | 6      | 1      | 4        | 46       | 6        | 8        |
| Blackburn Rovers | 2008-09  | 18   | 0    | 6        | 3    | 0   | 0        | 0      | 0      | 0        | 21       | 0        | 6        |
| Összesen         | Összesen |      |      |          |      |     |          |        |        |          | 185      | 32       | 37       |

## Külső hivatkozások
- Morten Pedersen Gamst pályafutásának statisztikái a Soccerbase oldalon (angolul)

- Morten Pedersen Gamst a footballdatabase.com-on